# Двухъярусная кровать

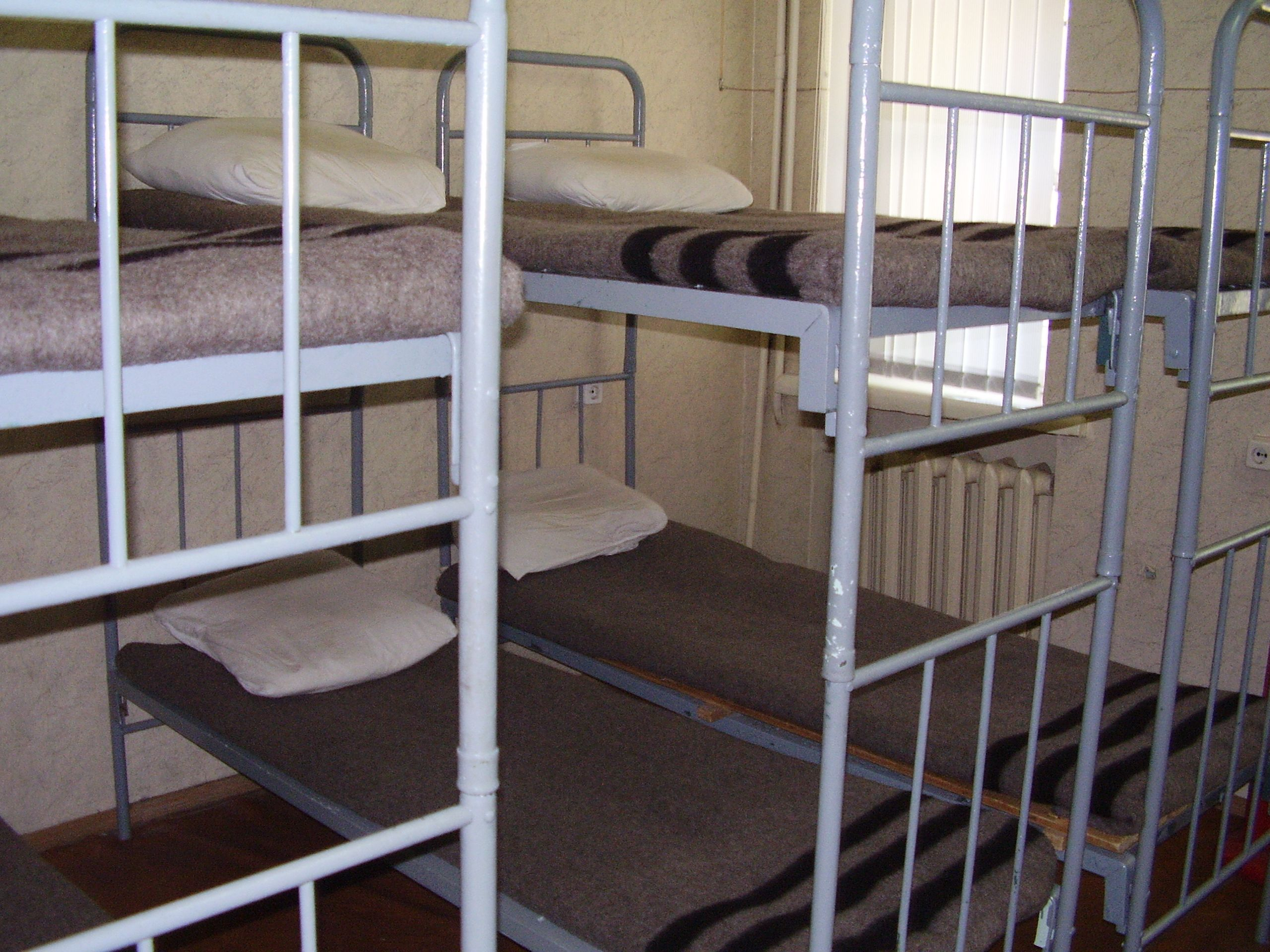
Двухъярусные кровати в казарме Внутренних войск МВД России

Двухъя́русная крова́ть — кровать в два яруса (в два «этажа», в два уровня), то есть кровать, расположенная над другой кроватью. Такие кровати предназначены для экономии места в комнате. Обычно мебельные фабрики делают двухъярусные кровати для детей подросткового возраста.
Двухъярусные кровати наиболее часто используются в общежитиях, казармах и хостелах и, часто, ведомственных учреждениях. Для предохранения спящего от падения с верхнего яруса могут использоваться защитные дуги, для облегчения подъёма и спуска — лестницы.
Основным минусом двухъярусной кровати являются частые бытовые травмы людей, спящих ниже последнего яруса, в связи с ударами головой о вышестоящие ярусы. А также падения с верхнего второго яруса.

## Бытовое применение

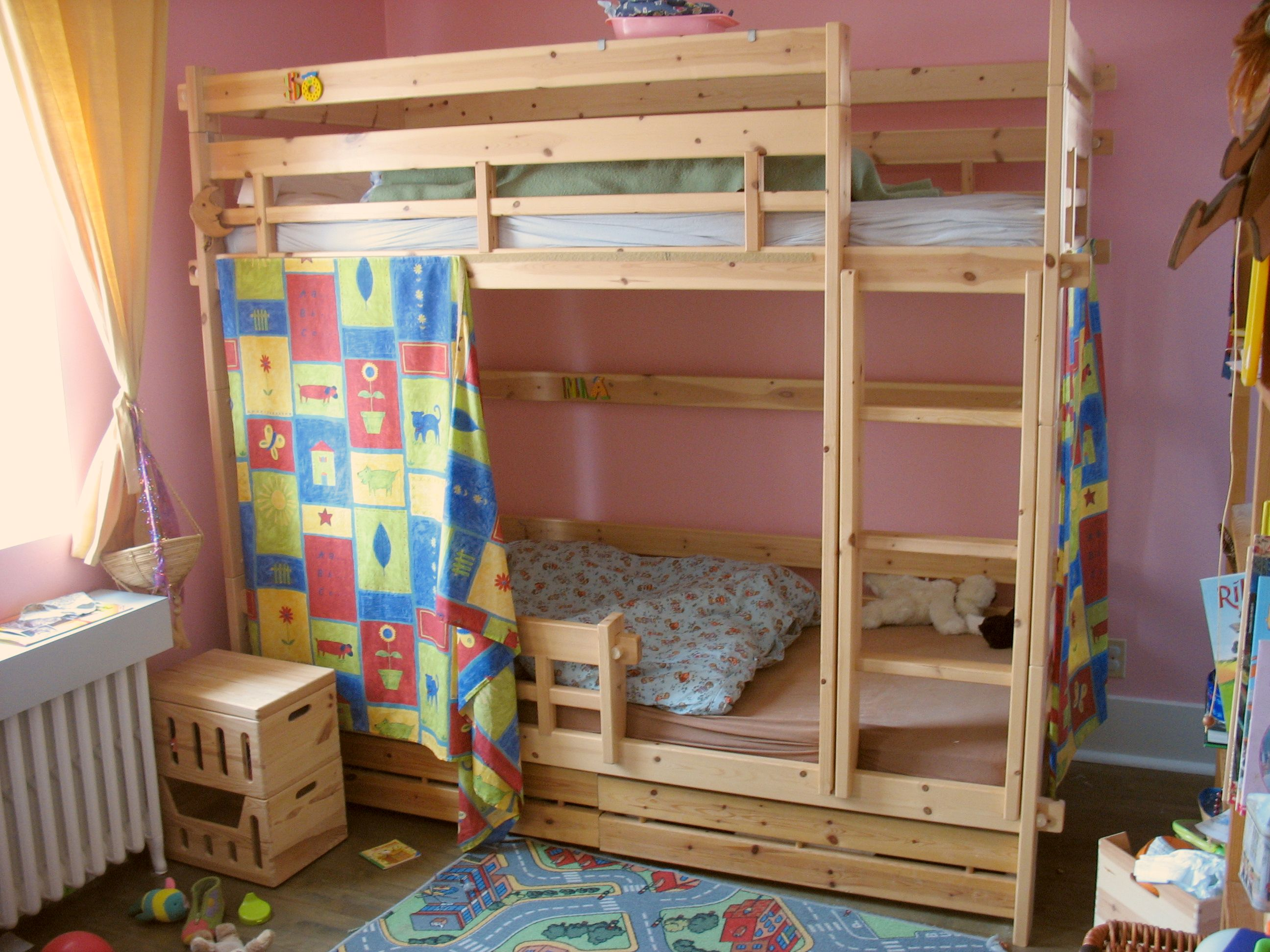
Двухъярусная детская кровать

Наибольшее распространение в быту двухъярусные кровати получили в качестве детской мебели. Размещение спальных мест в несколько уровней (ярусов) позволяет обеспечить спальными местами сразу несколько человек, при довольно компактном размещении. Таким образом, можно говорить, что двухъярусные кровати используются для экономии места в квартире и его более рационального использования.

## Двухъярусные кровати с игровой или рабочей зоной
Разновидность двухъярусных кроватей, в которых один из ярусов (уровней) используется в качестве рабочей или игровой зоны. К примеру, второй ярус используется, как спальное место, а в объёме под ним располагается рабочий стол с компьютером или игровая зона для детей.
В качестве обратного расположения используется схема с нижним расположением спального места, а верхний ярус выделяется под игровую зону. Такая схема позволяет наглядно продемонстрировать правомерность отношения подобных комплексов к двухъярусным (двухуровневым) кроватям.

## Двухъярусные кровати для рабочих
Вид практичного и недорого варианта организации отдыха наемного персонала. Благодаря простой сборно-разборной конструкции, можно без труда расположить на небольшой площади большое число спальных мест. Для производства используются сплавы горячего проката, специальные антикоррозийные составы и порошковые краски, которые обеспечивают длительный эксплуатационный срок кроватей.
Сетка в основании кровати способна выдерживать вес более 250 кг. в расчете на одну поверхность, что для двухъярусной модели в целом составляет 500 кг. Стальная решетка сделана из проволоки сечением 4 мм плюс дополнительное усиление, что позволяет, даже прыгать взрослому человеку на такой плоскости без её деформации.

## Дальнейшее развитие
Дальнейшим развитием двухъярусных кроватей стали спальные комплексы. Это сложная многоуровневая (многоярусная) мебель, позволяющая в одном комплексе объединить несколько спальных мест, а также расположить дополнительные зоны для работы или детского уголка. Примером спального комплекса можно назвать исполнение детских кроватей на небольшом подиуме, из которого выдвигается взрослая кровать. В качестве детской кровати может выступать так же и двухъярусная кровать, а оставшееся свободное пространство используется для размещения игровой площадки или рабочей зоны с письменным столом. Такая организация пространства позволяет ещё больше повысить коэффициент использования доступного пространства.
Спальные комплексы можно отнести к разновидности кроватей-трансформеров, однако под этим термином в последнее время принято понимать растущую мебель, изменяющую геометрический размер с помощью специальной конструкции.